# Терни (заказник)
Терни — один з об'єктів природно-заповідного фонду Луганської області, загальнозоологічний заказник місцевого значення.

## Розташування
Загальнозоологічний заказник розташований на схід від селища Сосновий у Сватівському районі Луганської області. Координати: 49° 26' 50" північної широти, 38° 06' 24" східної довготи .

## Історія
Загальнозоологічний заказник місцевого значення «Терни» оголошений рішенням Луганської обласної ради народних депутатів № 18/12 від 19 листопада 1997 року.

## Загальна характеристика
Загальнозоологічний заказник «Терни» загальною площею 730,0 га являє собою заплаву річки Красної з лучними, лучно-степовими і чагарниковими фітоценозами, які є місцем проживання різноманітної фауни.

### Території природно-заповідного фонду, що входять до складу ЗК " Терни "
Нерідко, оголошенню заказника передує створення одного або кількох об'єктів природно-заповідного фонду місцевого значення. В результаті, великий ЗК фактично поглинає раніше створені ПЗФ. Проте їхній статус зазвичай зберігають.
До складу території заказника місцевого значення " Терни " входять такі об'єкти ПЗФ України: 
- Парк-пам’ятка садово-паркового мистецтва “Сватівський парк” місцевого значення

## Ландшафтний склад
Степи — 14%,

умовно-природні ліси — 0%,

штучні ліси — 0%,

водойми — 0%,

орні землі — 86%,

населені пункти — 0%.

## Тваринний світ
В заказнику водяться бобер, заєць-русак, ондатра, видра річкова, тхір степовий. Імовірно, зустрічається хохуля. На степових ділянках мешкають ящірка прудка, гадюка степова, наявні колонії бабака степового. Багате видове різноманіття птахів. Тут мешкають вівсянка звичайна, жайворонки польовий і чубатий, коноплянка, фазан, різні види качок, одуд, перепілка, куріпка сіра. Територію заказника використовують як кормові угіддя хижі птахи: яструб-перепелятник, лунь лучний, канюк степовий.

## Галерея

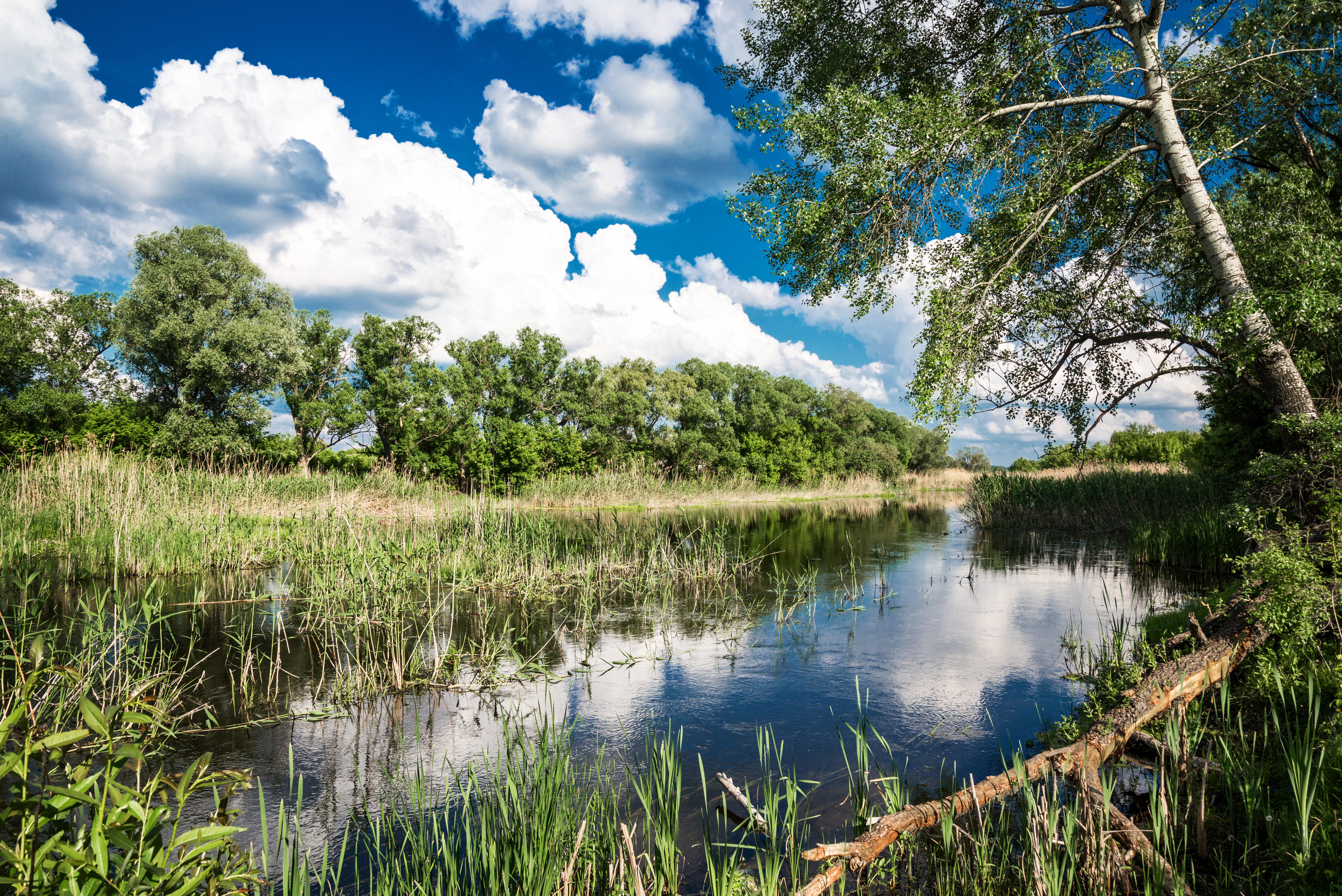
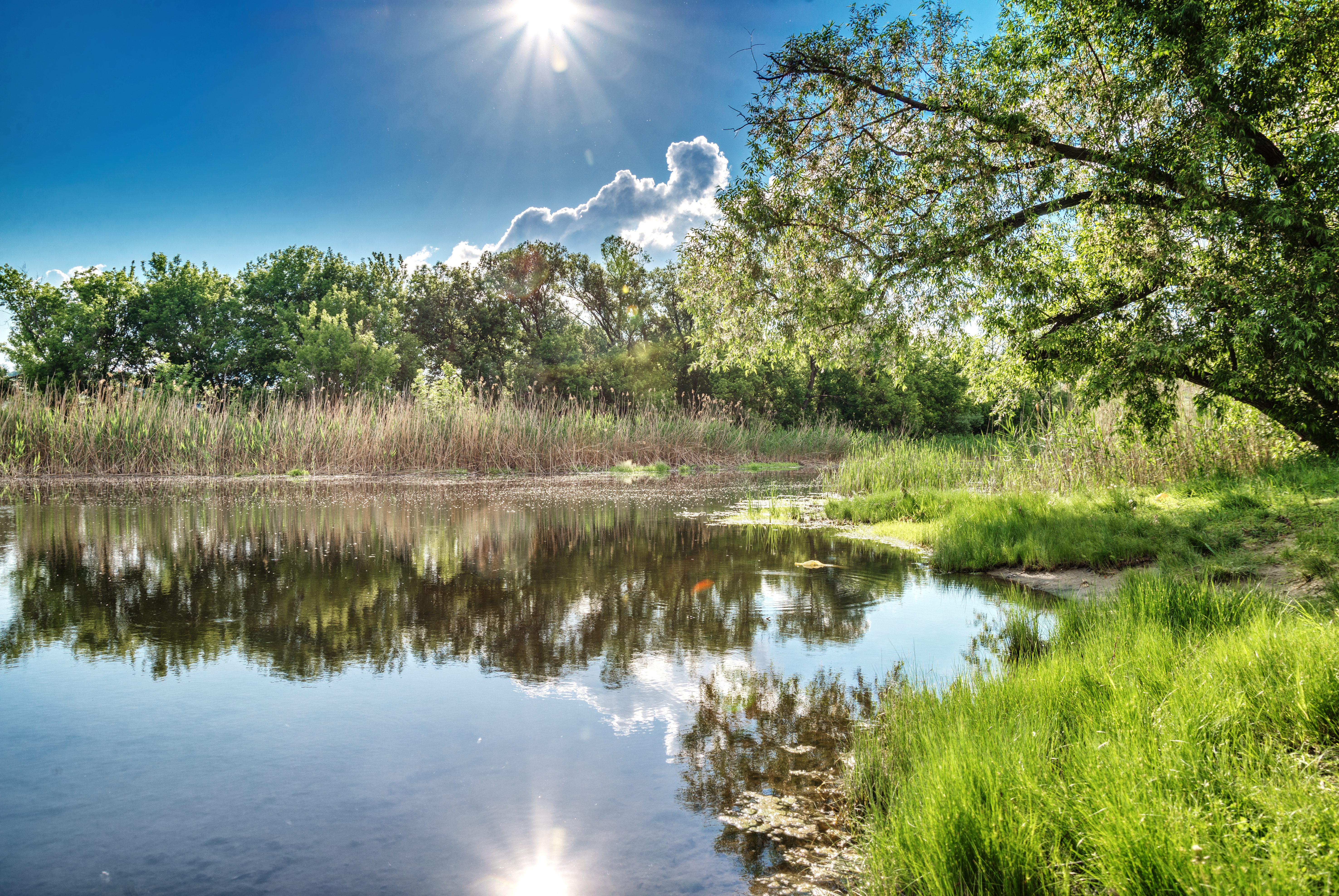
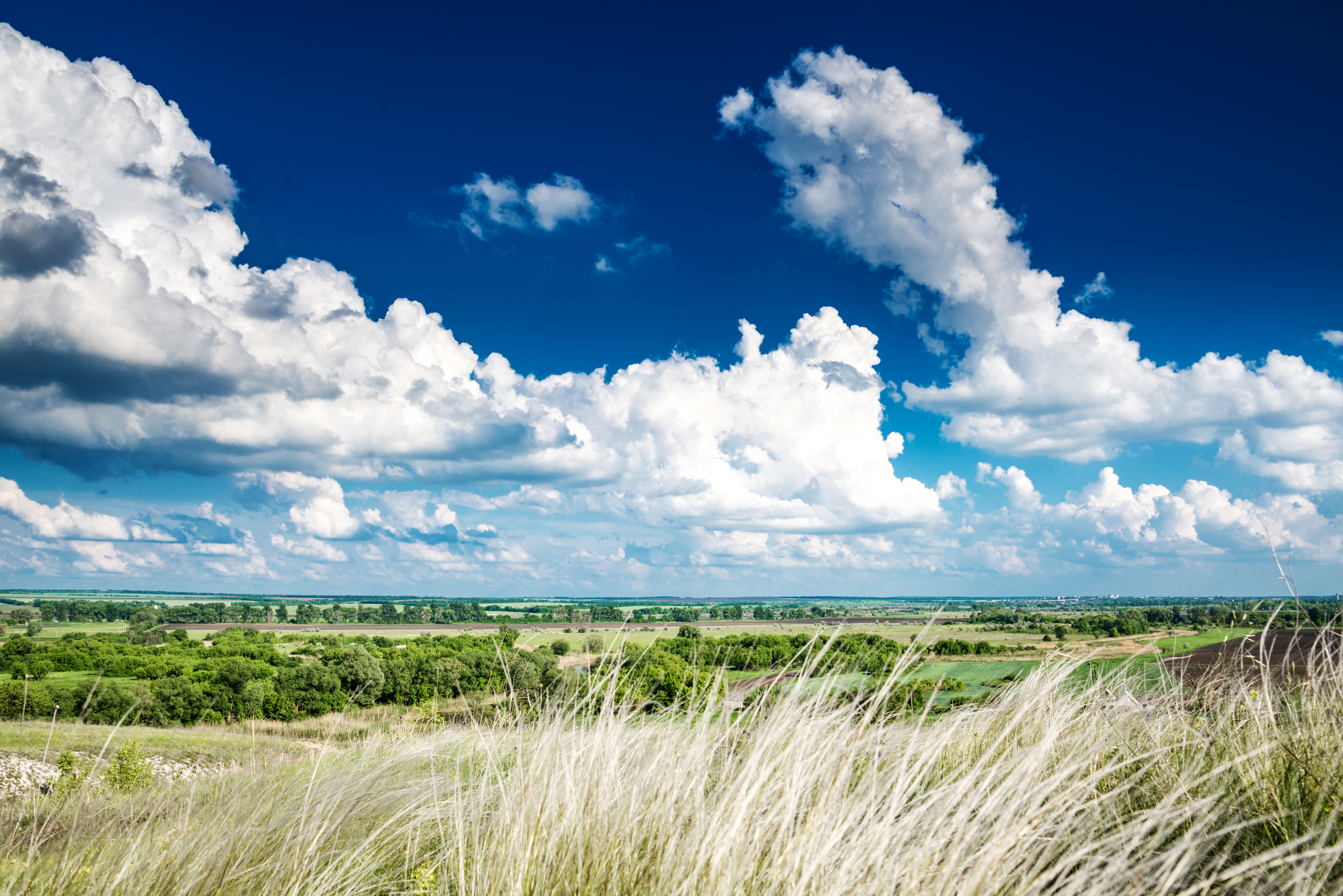